# Mišupė
Mišupė je řeka na západě Litvy (Telšiaiský kraj), v Žemaitsku na Žemaitijské vysočině. Je to pravý přítok Minije. Protéká jezerem "Remtis", v obci Videikiai 2 mosty, druhý je na silnici č. 169 Skuodas - Plungė; na konci obce se vlévá do jezera Mišė. Dále protéká kolem vsi Mišėnai (pravý břeh) (na opačném břehu trať Klaipėda - Vilnius), dále ve vsi Burbaičiai protéká rybníkem "Burbaičių tvenkinys", dále vsí Seleniai; u vsi Stropeliai most trati Klaipėda - Vilnius a konečně u vsi Prystovai se vlévá do Minije 101 km od jejího ústí.

## Přítoky
Levé:
- Mitupis

Pravé:
- Alšupis